# Andreï Savvitch Glebov
Pour les autres membres de la famille, voir Famille Glebov.
Andreï Savvitch Glebov (en russe : Андрей Саввич Глебов), né en 1770 et mort le 12 septembre 1854, est un major-général de l'Armée impériale de Russie. Au cours des différentes campagnes militaires effectuées par la major-général Glebov fut blessé 28 fois.

## Évolution de carrière
- . 2 février 1795 :Sergent.
- . 1799 : Enseigne-baudrier
- . 1799. Enseigne.
- . 1799 : Sous-lieutenant.
- . 1799 : Lieutenant.
- . 1805 : Capitaine.
- . 29 septembre 1809 : Lieutenant-colonel.
- . 12 juillet 1810 : Colonel.
- . 21 novembre 1812 : Major-général.

## Biographie
Issu de la noblesse russe de la province de Tchernigov.

### Campagne militaire de Pologne
Le 1er janvier 1791, le jeune Andreï Savvitch Glebov s'engagea comme simple soldat au 3e Bataillon de Chasseurs de Livonie. Dans les rangs de cette unité militaire, il participa à la campagne militaire de Pologne.

### Campagne d'Italieet deSuisse
Le 2 février 1795, il fut élevé au grade de sergent. Le 17 mai 1797, le 3e Bataillon de chasseurs de Livonie fut dissous, le sergent Glebov fut transféré au 6e Régiment de Chasseurs. En 1799, sous le commandement en chef du généralissime Alexandre Vassilievitch Souvorov, il prit une part active  dans les campagnes d'Italie et de Suisse, il participa à la bataille de Brescia, le 29 avril 1799, au cours de la bataille du pont de Lecco, le sergent Glebov fut blessé à la jambe gauche par de la grenaille. Le 19 juin 1799, il fut blessé à la jambe droite et fut élevé au grade d'enseigne-baudrier. Au cours de la bataille de Novi, le 15 août 1799, il fut blessé d'un coup de sabre au côté droit. Sur la recommandation du prince Piotr Ivanovitch Bragation, commandant en chef du 6e Régiment de Chasseurs, le feld-maréchal Souvorov le promut sous-lieutenant. Au cours de la Campagne de Suisse, dans les rangs du 6e Régiment de Chasseurs, le sous-lieutenant Glebov effectua la traversée des Alpes, lors du passage du col du Saint-Gothard, une balle le blessa au bras gauche.

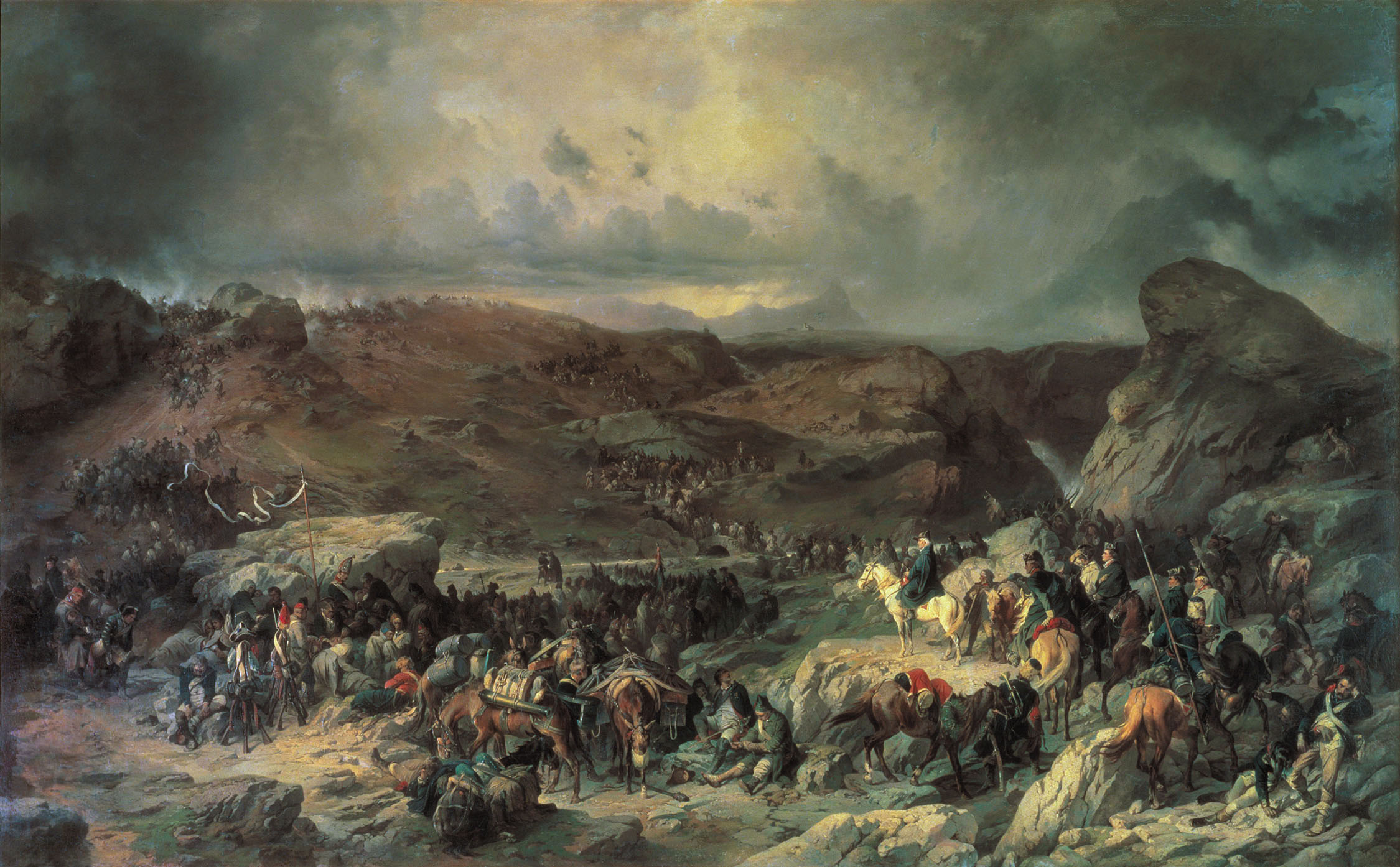
Passage du col du Saint-Gothard, le 13 septembre 1799 par le feld-maréchal Alexandre Vassilievitch Souvorov, tableau du peintre russe Alexandre Kotzebue

Au cours de combats à Glaris, le sous-lieutenant Glebov fut grièvement blessé à la tête, laissé pour mort, il fut capturé par les troupes ennemies.

### Campagne d'Autriche (1805))
Le 10 mai 1801, rentré de captivité, Andreï Savvitch Glebov réintégra son régiment rebaptisé 6e Régiment de Chasseurs. En 1805, au grade de capitaine, il fut placé à la tête d'un bataillon et prit une part active dans la Campagne d'Autriche. Le 5 novembre 1805 à Amstetten, il combattit les troupes françaises commandées par le prince Murat et le maréchal Jean Lannes. Le 13 novembre 1805, il livra bataille aux troupes françaises à Krems. Le 4 novembre 1805, dans le village de Schoengraben, il combattit les troupes des maréchaux français Lannes et Soult. Sa bravoure au cours de ces batailles lui valurent l'Ordre de Saint-Georges (4e classe). Au sein de la coalition anglo-austro-russe, le 28 novembre 1805, il prit part à la Bataille de Wischau où il fut blessé par un éclat d'obus sur le côté, il combattit les troupes françaises à Austerlitz.

### Guerre russo-turque de 1806-1812

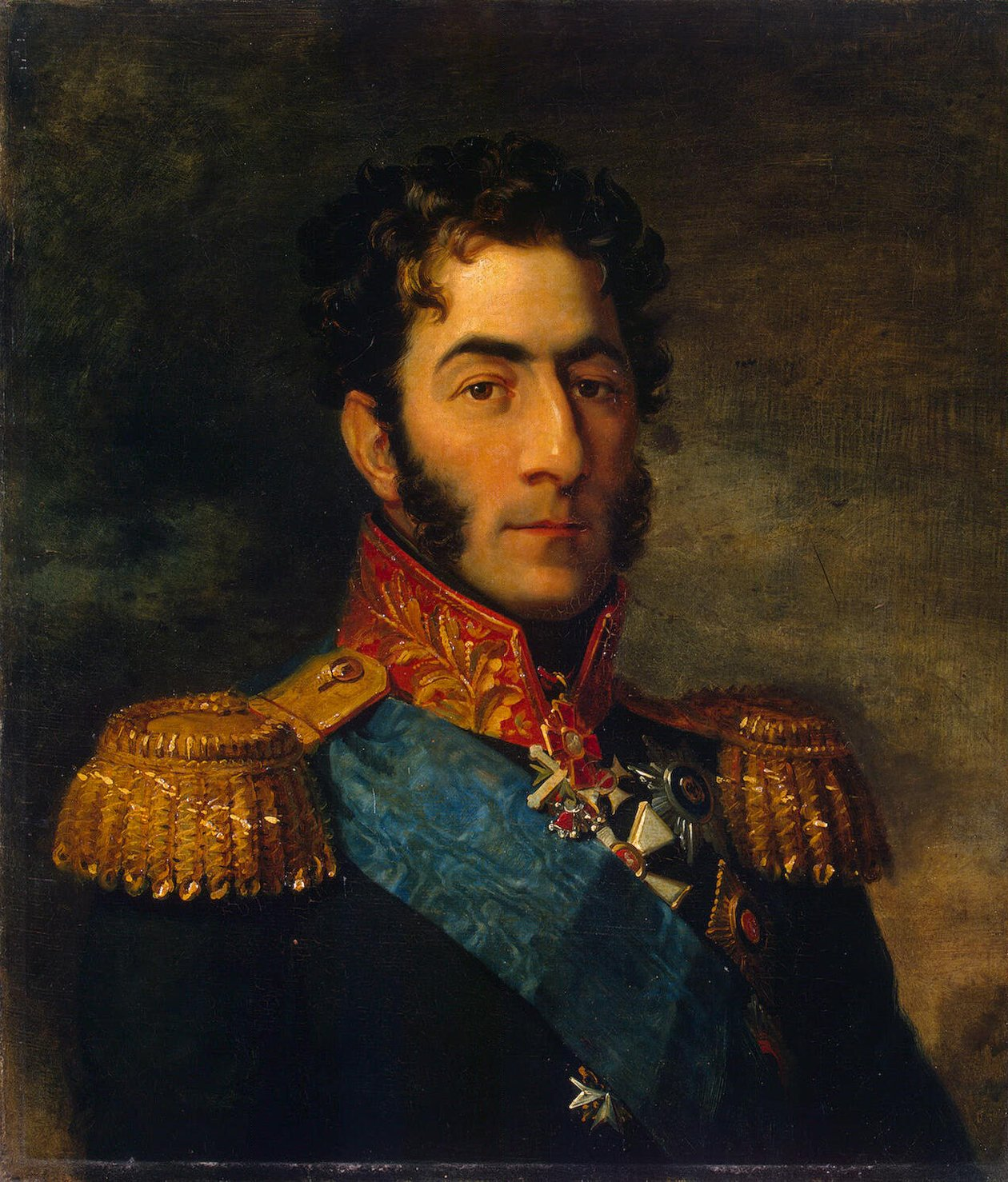
Le général Piotr Ivanovitch Bragation.

De 1806 à 1819, le capitaine Glebov fut engagé dans la campagne militaire menée contre l'Empire ottoman. Dans les rangs de l'Armée du Danube, il prit part à la bataille pour la prise de Bucarest. Dans les Balkans, en 1807, il reçut une blessure au bras gauche. Il prit également part aux batailles de d'Obilechte le 2 juin 1807 et de Giurgiu le 24 mars 1809 où il fut une nouvelle fois blessé à la jambe. En 1809, Le capitaine se vit décerner l'épée (avec l'inscription Pour bravoure). Son comportement au combat lui valut le grade de lieutenant-colonel (29 septembre 1809). le 7 décembre 1812, il prit une nouvelle fois du galon colonel et le 5 mai 1810, il reçut le commandement du 6e Régiment de Chasseurs.

### Guerre patriotique de 1812

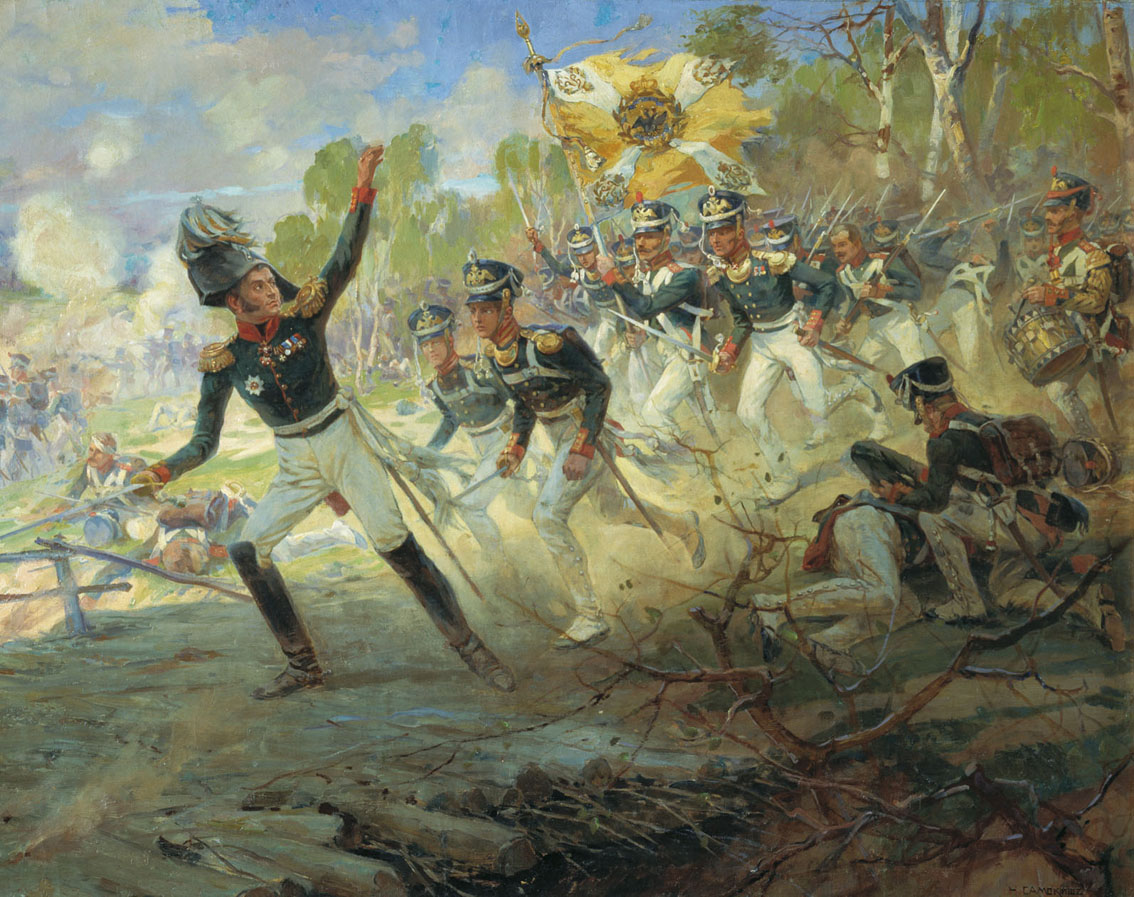
La bataille de Saltanovka, le 11 juillet 1812, le général Nikolaï Nikolaïevitch Raïevski encourageant ses soldats, une œuvre du peintre russe Nikolaï Semionovitch Samokich (1860-1944).

En 1812, le Régiment du colonel Glebov appartenait à la 2e Brigade de la 12e Division d'Infanterie appartenant au 7e Corps d'Infanterie commandé par le général Nikolaï Nikolaïevitch Raïevski (2e Armée impériale russe commandée par le général Piotr Ivanovitch Bragation.
Le 11 juillet 1812, à la tête de son régiment de Chasseurs, le colonel Glebov fut engagé dans les batailles Dachkovka le 23 juillet 1812, de  Saltanovka le 23 juillet 1812 puis les 16 et 17 août 1812 dans la Bataille de Smolensk. Le 5 septembre 1812, à la tête de trois régiments de Chasseurs (6e, 41e et 49e) Andreï Savvitch Glebov défendit la redoute de Chevardino (baptisée du nom du village situé à 3 kilomètres de Borodino) contre les attaques menées par le maréchal Murat. Pendant le déroulement de la bataille de Borodino, à la tête de son régiment, il défendit les abords de la redoute Raïevski. Malgré sa blessure par balle à la tempe gauche, ce fut avec pugnacité et détermination que le colonel Glebov défendit cette position cruciale pour les Russes. Sa bravoure au combat  fut récompensée par sa nomination au grade de major-général le 21 novembre 1812. Au cours du mois de novembre 1812, il se distingua une nouvelle fois au cours des batailles de Maloyaroslavets et Krasnoï, il lui fut décerné l'Ordre de Saint-Vladimir (3e classe). Pendant la retraite de Russie, il prit part à la poursuite des troupes françaises.

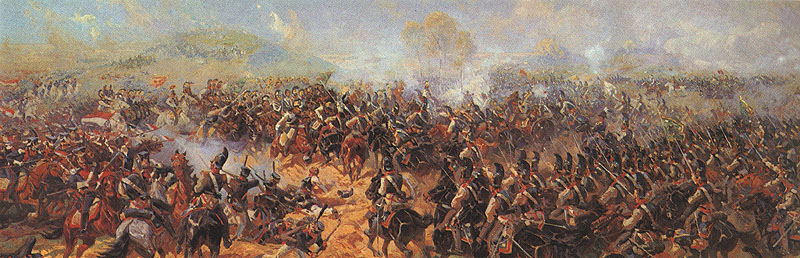
La redoute Raïevski au cours de la bataille de Borodino le 7 septembre 1812.

### Campagne d'Allemagne de 1813

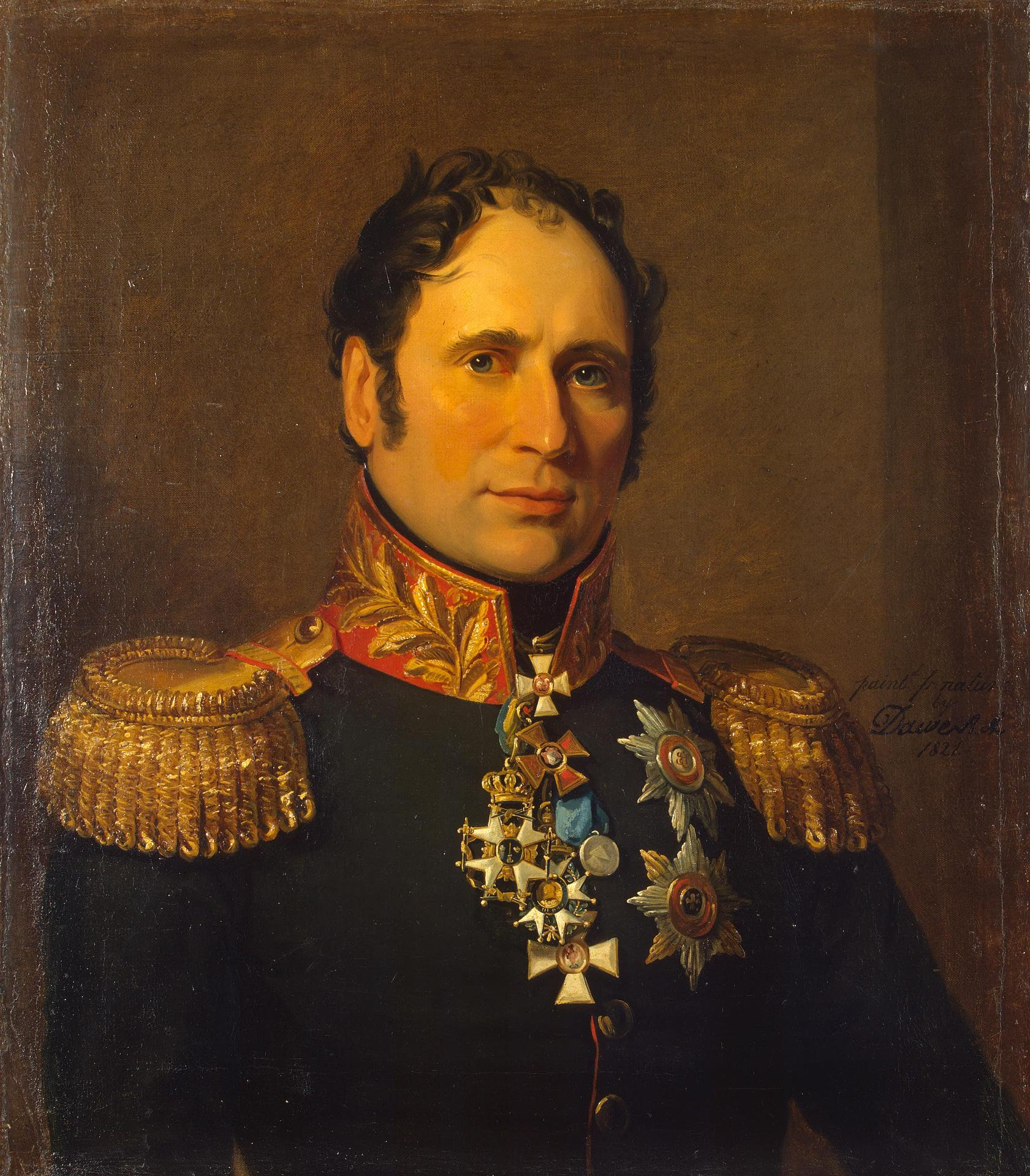
Le général Karl Ivanovitch Opperman, une œuvre du peintre George Dawe, Galerie militaire au Palais d'Hiver à Saint-Pétersbourg.

En 1813, il fut engagé dans la Campagne d'Allemagne. Du 5 février 1813 au 1er décembre 1813, sous les ordres du général Karl Ivanovitch Opperman (1765-1831) il prit une part active dans le siège de la forteresse de Modlin. Les 26 et 27 août 1813, à Dresde, il combattit les troupes françaises commandées par Napoléon Ier et le maréchal de Gouvion-Saint-Cyr. Du 16 au 18 octobre 1813 à Leipzig, il prit part à la victoire des troupes coalisées sur les troupes napoléoniennes. Sur ce champ de bataille qui vit la défaite de Napoléon Ier, le major-général Glebov fut décoré de l'Ordre de Saint-Georges (3e classe),.

### Campagne de France de 1814

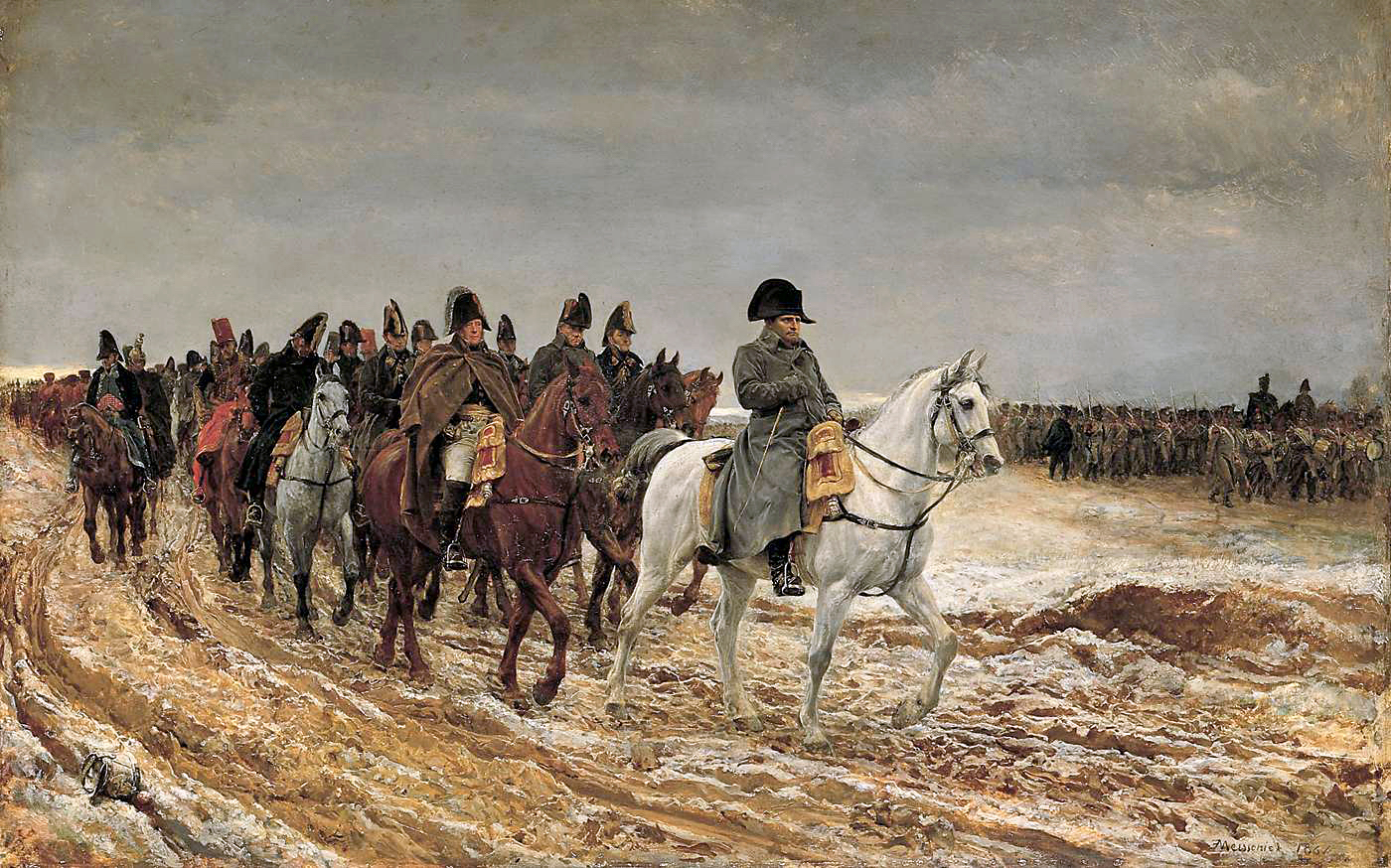
Peinture de Meissonier : 1814, Campagne de France : Retraite après la bataille de Laon; Napoléon et son état-major derrière lui; de gauche à droite, Ney (redingote sur les épaules), Berthier, Flahaut (fils de Talleyrand),,.

En 1814, le major-général Glebov et son régiment participèrent au blocus de Garrebourg, au cours de cette opération, un boulet lui occasionna une blessure à la jambe gauche. Entré en France avec les troupes de la Sixième Coalition, Andreï Savvitch Glebov fut engagé dans de nombreuses batailles. En mars 1814, il participa à la prise de la ville de Soissons. Les 9 et 10 mars 1814, sous le commandement du feld-maréchal Gebhard Leberecht von Blücher, il combattit les troupes napoléoniennes à Laon. Le 7 mars 1814, dans les rangs de l'armée russo-prussienne il prit une part active dans la bataille de Craonne. Il combattit une nouvelle fois les troupes françaises à Saint-Dizier.

### En temps de paix
Après l'instauration de la paix en Europe,  le 30 avril 1814, le major-général Glebov reçut le commandement en chef du 6e Régiment de Chasseurs.
Le 29 août 1814, il fut nommé commandant de la 1re Brigade de la 12e Division d'Infanterie. Le 25 décembre 1815, il reçut une nouvelle promotion celle de commandant de la 6e Division d'Infanterie. Le 3 août 1816, il reçut un nouveau commandement celui de la 1re Brigade de la 4e Division.
Malade, le 11 septembre 1816, Andreï Savvitch Glebov fut rayé des effectifs de l'armée. Le 9 octobre de la même année, il présenta sa démission Pour raison de santé.

## Décès et inhumation
Le major-général Andreï Savvitch Glebov décéda le 12 septembre 1854 à Berezna, il fut inhumé en l'église de l'Annonciation à Berezna (oblast de Tchernigov).

## Distinctions
- 19 octobre 1813 : Ordre de Saint-Georges (3e classe).
- 12 avril 1806 : Ordre de Saint-Georges (4e classe).
- 1809 : Épée avec l'inscription Pour bravoure.
- Novembre 1812 : Ordre de Saint-Vladimir (3e classe).
- 1799 : Ordre de Sainte-Anne (2e classe).